# Romualda Zuloaga
Romualda Zuloaga Arteche (Galdácano, 7 de febrero de 1913-Galdácano, 4 de mayo de 1971), fue una panderetera que impulsó el folklore vasco.

## Biografía
Nació en Galdácano en 1913, en el barrio de Arteta, concretamente en el caserío Txapelgorri, fue una importante figura del folklore vasco. Cantaba en euskera, su lengua natal y vehicular, junto a otros pandereteros, albokaris (músicos que tocan la alboka) y acordeonistas.[cita requerida]
Hija de Leandro y Francisca, era de origen humilde. «Nunca la escuché dar importancia a cómo aprendió a tocar. Le gustaba mucho hacerlo, se la veía contenta con la música. En Navidad, por ejemplo, a pesar de tener una cena sin lujos, por nuestra casa pasaba todo el mundo para apuntarse a la fiesta, todos eran bienvenidos, le gustaba recibir a la gente», asegura su hija Belén en una entrevista.
Casada con el también panderetero José Ojanguren, tuvo cuatro hijos: Lourdes (1932), Rosario (1936), José Miguel (1938) y María Belén (1947). La menor acudía junto a sus padres a las romerías y bailaba danzas vascas. «Mi ama siempre iba con la pandereta a todos los sitios. 
En aquel tiempo, con Franco aún vivo, salir a la calle a cantar en euskera era muy valiente. Por entonces solo había dos mujeres dedicadas a esto, ella y Maurizia Aldeiturriaga», recuerda su hija Belén en un artículo. Entusiasta y con buen humor, Romualda no contaba con formación musical sino que tocaba de oído. «Era alegría pura. Aunque estuviera en cama se levantaba para ir a tocar», asegura.[cita requerida]

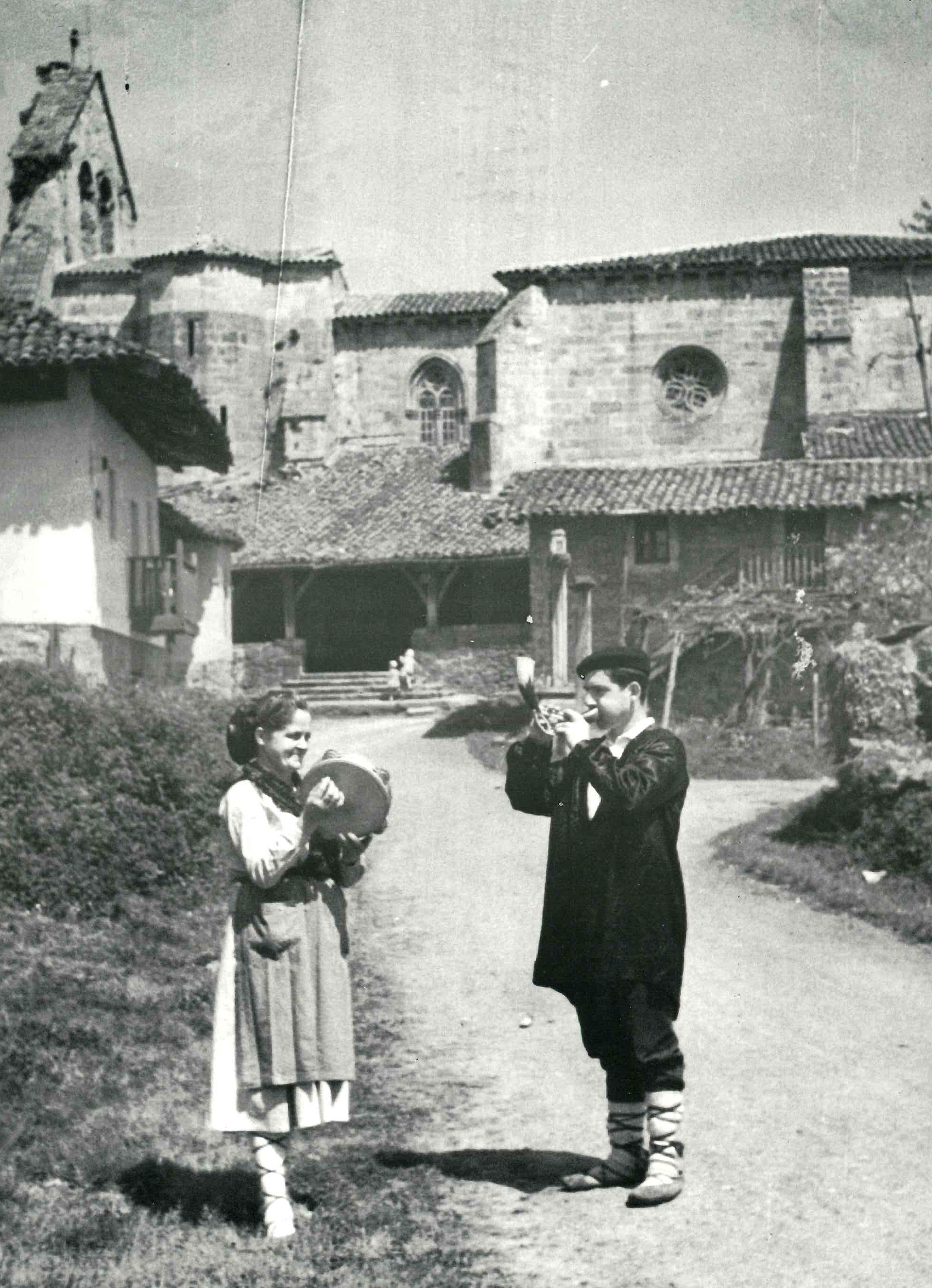
Romualda Zuloaga y Mariano Barrenetxea, pandereta y alboka tocan juntas

Romualda ensayaba en la cocina de su casa, en el Caserío Etxebarri de Bekea, o en el monte si hacía bueno, casi de manera clandestina debido al régimen político de la época. Hasta su casa acudían integrantes del grupo de danzas existente en su pueblo, Andra Mari, para ensayar bailes de tradición vasca. Gracias a estas reuniones se recuperó y transmitió en la danza vasca la jota con alboka, que se conserva y enseña hoy día.[cita requerida]
Su vida no fue fácil. Para ganar algún dinero ejerció durante un tiempo como sardinera y después tuvo posaderos en casa. «Trabajaba la huerta y teníamos conejos y gallinas, para autoconsumo», explicaba su hija durante la entrevista. De su padre, Belén recuerda que siempre respetó el amor de la esposa por la tradición vasca. «Era un pedazo de pan, nada autoritario, gozaba con la popularidad que ella tenía», afirma. Todos se trasladaron a vivir al barrio Capitán Aldecoa (actualmente Tximelarre Goikoa).[cita requerida]
Quienes la conocieron decían que poseía buen carácter, «era muy dialogante y estaba muy al día de la actualidad», confirmaba Belén en el mismo artículo. Tenía la costumbre de ponerse en jarras, con las manos a la cintura, cuando se topaba con una dificultad. Acostumbrada a solventar impedimientos, ella misma cosía los trajes con los que actuó y que paseó por diversos certámenes. «Se trataba de una mujer empoderada para la época, tenía la suerte de viajar, aunque las travesías eran muy largas por entonces hasta llegar a destino», explica su nieta Désirée Sánchez. «Pero yo nunca la vi con miedo, y eso que pasaría lo suyo», puntualiza la hija.
Nunca cobró por actuar, cantar o tocar; lo hacía únicamente por su amor al pueblo y a la música vasca. Tampoco ganó dinero en los certámenes a los que acudió por Europa, ni con el único disco publicado: Alboka. Bailables Vascos (Edit. CINSA). Tras fallecer, el periodista José Luis Bengoa Zubizarreta le dedicó una emotiva entrada de radio, haciendo sonar canciones que ella interpretaba y rindiéndole un emocionante homenaje.[cita requerida]

### Trayectoria musical

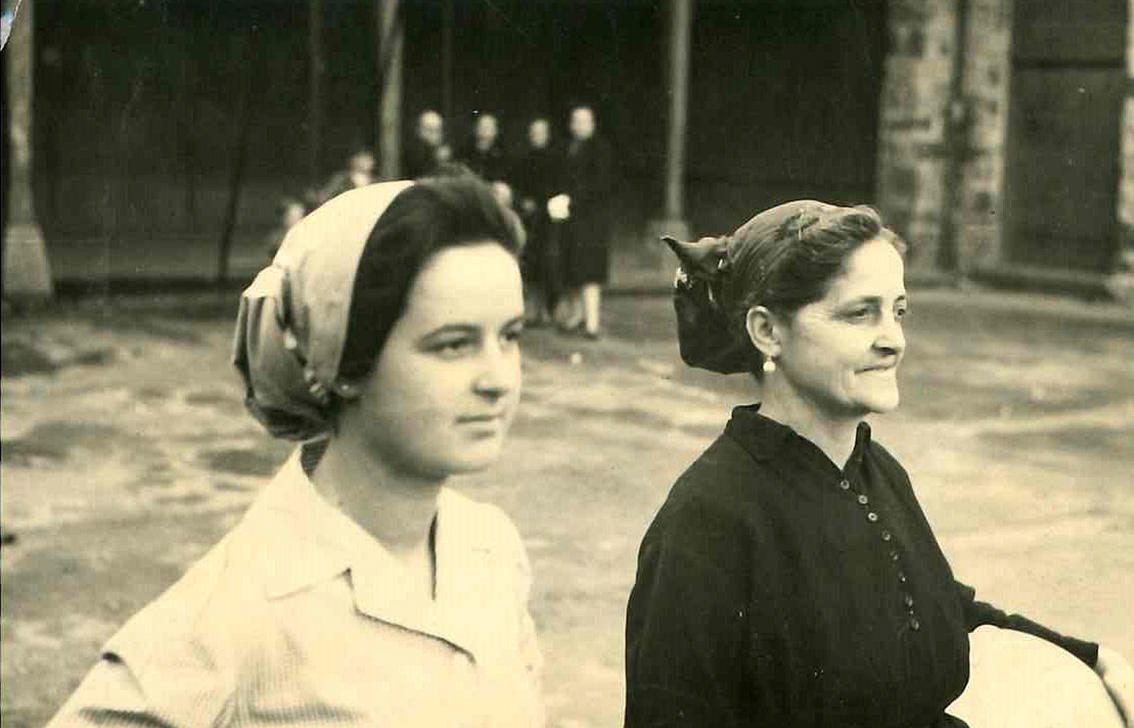
Romualda junto a su hija Belén

Romualda actuó en una primera época con su marido José Ojanguren y con Marcelo Arrieta, apodado Borlas. Tocaban en las romerías de los pueblos, fiestas y pasacalles, entre otros festejos. Se la escuchaba en lugares como la ermita de San Antonio Abad (conocida popularmente como San Antón Txikerra), Upo o Lekubaso, montes cercanos a Arteta donde tenían lugar celebraciones muy conocidas.[cita requerida]

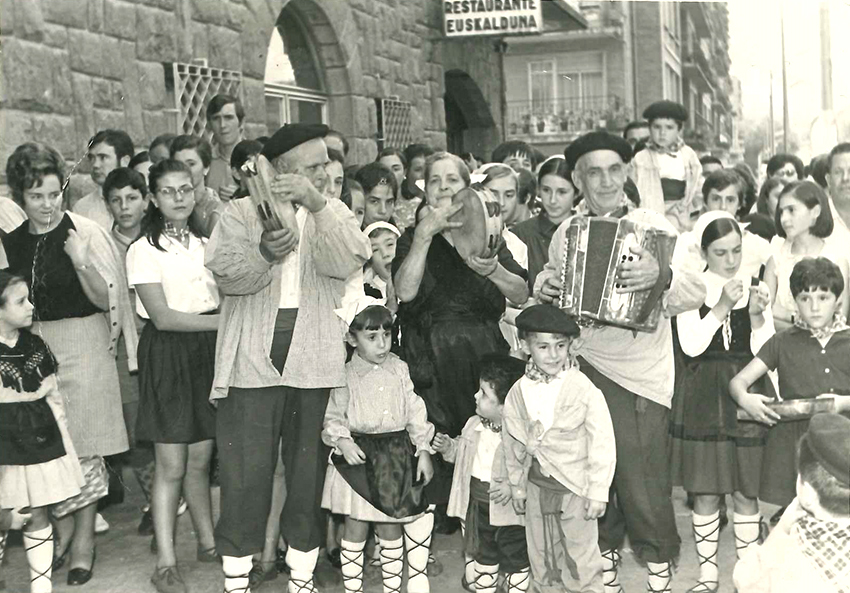
Romualda toca la pandereta acompañada de José Ojanguren (izq.) y Borlas (dcha.), junto a numeroso público

En un segundo período, entre los años 58 a 60, reclamada por los grupos Ballets Olaeta y Dindirri, alternaba las actuaciones con ambos. Eran grupos muy conocidos. Olaeta se encuentra hoy día en activo. Dindirri nació en Bilbao en 1944, y fue dirigido de 1949 a 1960 por José Luis Etxebarria y Goiri Txelu, en la época en que Romualda se unió al grupo. Alcanzó entonces su mayor nivel artístico, considerándose uno de los mejores grupos del folklore vasco del país. Etxebarria fundaría, además, los grupos de danzas Gaztedi y Andra Mari de Galdakao e inventaría el txistu metálico con sonoridad más nítida (1964). «Los estudios de ensayo del Ballet Olaeta eran de categoría, modernos, con espejos, como un salón de baile», recuerda su hija Belén.[cita requerida]
Romualda decidió finalmente unirse al grupo de danzas local Andra Mari, creado en 1955. Participó en él de manera destacada, convirtiéndose en su primera panderetera. Allí tocó primero con el albokari Antonio Aiesta, Jitano, vecino de su barrio; después con el también albokari Mariano Barrenetxea; y con el acordeonista Borlas, aunque realmente con este último colaboró siempre. Como pareja musical ganaron diversos premios. Barrenetxea había recuperado la alboka, instrumento relegado a pastores del Gorbea y abocado al olvido. Dentro de Andra Mari se relacionó también con Sabino Larrea, gran amante del folklore vasco.[cita requerida]
En 1960 Romualda Zuloaga actuó en el ya desaparecido Cine Regio de Galdácano, junto a Jitano y cuatro chicas que bailaban la jota, durante un festival organizado por el grupo de danzas Andra Mari. En 1964 tomó parte en el Desfile Internacional de Vitry (París). En julio de 1965 viajó a Gran Bretaña para actuar. Solía escribir postales a su familia en las que contaba sus impresiones. Se conservan, por ejemplo, las enviadas el 6 y 10 de julio de 1965. En ellas la propia Romualda menciona que «tenía muchas ganas de contarles todo», que se encontraba «como un roble, solo tenemos sueño» y que «cuando salimos al escenario era una cosa emocionante», refiriéndose a una actuación.[cita requerida]

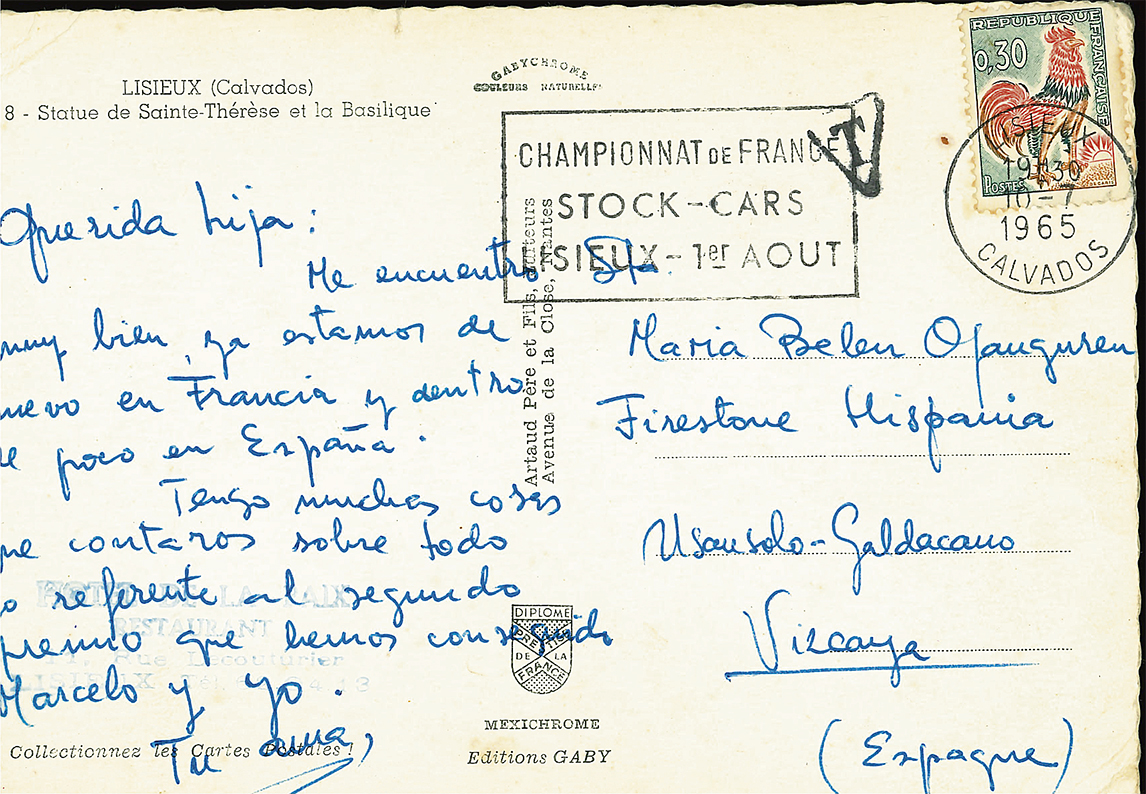
Postal enviada el 10 de julio de 1965 desde Francia

En 1965 recibió en el norte de Gales (Gran Bretaña), durante el Llangollen International Musical Eisteddfod, el Diploma y Certificado Internacional de Campeona de Pandereta en la sección Cante típico vasco. El periodista José Luis Bengoa Zubizarreta de la Cadena Ser publicaba una entrevista para dar a conocer el galardón. Músico y txistulari, organizador de certámenes culturales y colaborador de la Gaceta del Norte y la Hoja del Lunes, solía visitar a Romualda en la casa de Galdácano, debido a su interés por el folklore vasco.[cita requerida]
En 1964 Romualda participó en el Gran Concurso de Jotas de Bengoetxe (Galdácano). Entre 1965 y 1966, junto a Mariano Barrenetxea, actuó en Bilbao en los Festivales de Navidad, con el grupo de danzas Oñastarri. En 1964 salió a la luz Alboka. Bailables Vascos, primer disco de alboka reconocido, ya que anteriormente solo había grabaciones aisladas.[cita requerida]

## Reconocimientos
En 2016 el nombre de Romualda Zuloaga fue propuesto para denominar una de las calles de Galdácano, su pueblo natal. Finalmente, el 8 de marzo de 2017 se inauguraba la Plaza Romualda Zuloaga en el municipio. «Con la dedicación de una plaza a su nombre (...), esta mujer se ha convertido en toda una figura en el pueblo, que votó popularmente para concederle tal homenaje. Una forma perfecta de hacer visible la aportación de muchas mujeres a la cultura y vida de la localidad», escribía el periódico El Correo.
En marzo de 2018 la asociación de mujeres Erabide Emakume Elkartea y Galdakao Gogora, junto con el Ayuntamiento del municipio, organizaron un pasacalles reivindicando la memoria histórica de las mujeres en la localidad, entre ellas de Romualda Zuloaga. Erabide Emakume Elkartea creó además una arpillera en su honor, expuesta en Torrezabal Kultur Etxea en marzo de 2020.

## Discografía

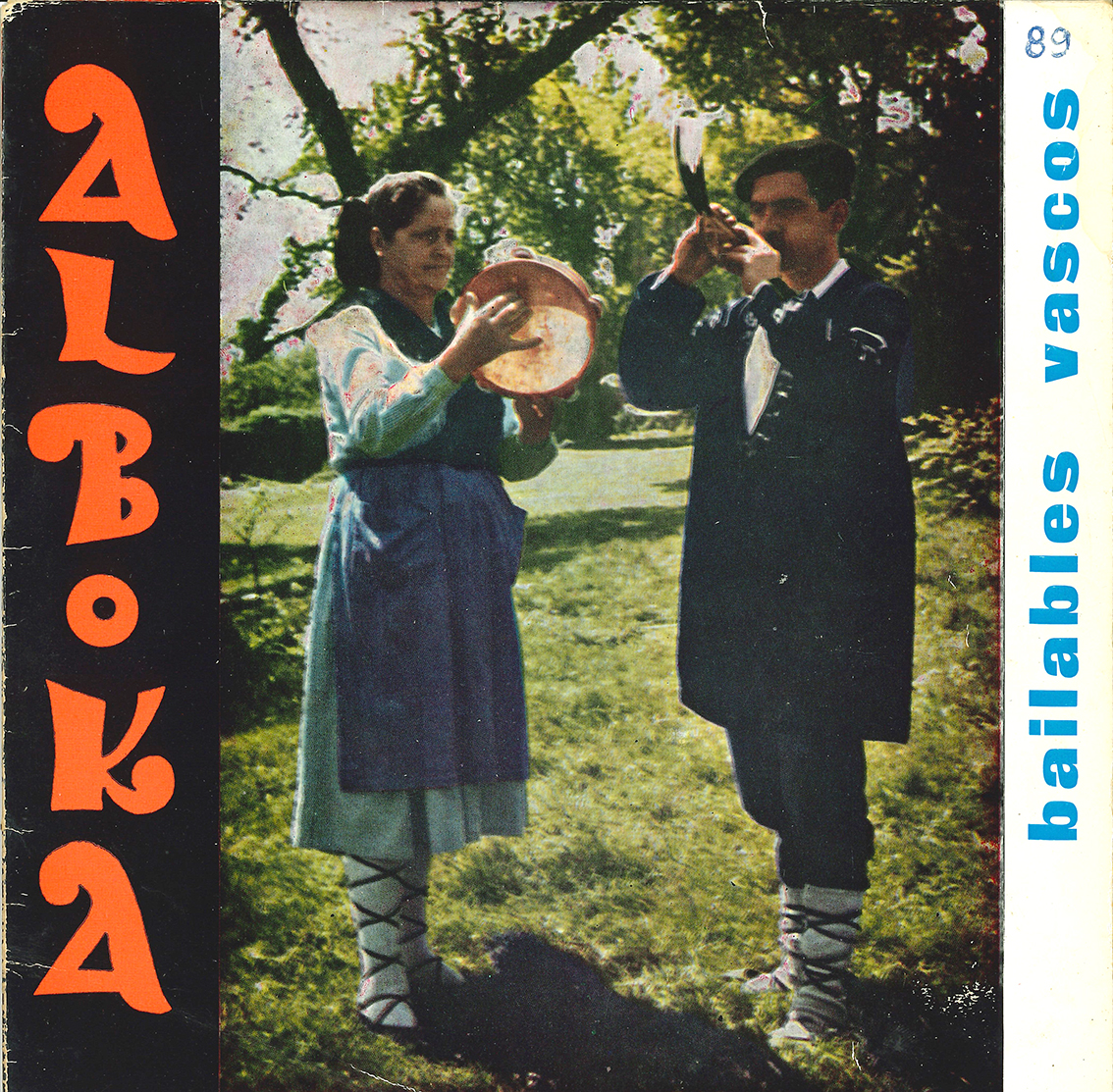
Portada del disco 'Alboka. Bailables vascos'

Alboka. Bailables Vascos. D.L. CINSA (1964). Incluye 6 temas: Pandero berria, Fandango, Gabeko errondea, Arin-arin, Urkiolako bidean, Biribilketa. Intérpretes: Romualda Zuloaga, Mariano Barrenechea, Marcelo Arrieta.